# 국민해방운동 (알바니아)
국민해방운동 (Lëvizja Nacional Çlirimtare or Lëvizja Antifashiste Nacional Çlirimtare (LANÇ)), 국가 해방 전선은 제2차 세계 대전에 참전한 알바니아의 저항단체였다. 1942년 9월 16일 티라나 인근의 마을 페자에서 열린 회의에서 결성되었다. 정책 회의에서 대부분을 차지하는 공산주의 인물이 아닌 미슬림 페자 등과 같은 민족주의자들도 포함되어 있었다. 알바니아 국가 해방 전선은 1944년 5월 알바니아 정부로 변화하여 주요 요인들이 모두 정부 요인이 되었다. 1945년 8월에는 민주주의 전선으로 대체되었다. 알바니아 국가 해방 부대(알바니아어: Ushtria Nacionalclirimtare)는 국가 해방 운동 내의 부대였다.

## 역사적 배경
1939년 이탈리아 왕국이 알바니아를 침공했을 때, 알바니아 정부는 조직적으로 저항하지 않았다. 두라스에 이탈리아군이 상륙했을 때 무조 울키나쿠와 아바즈 쿠피가 이끄는 애국주의적 알바니아 무장단체가 이탈리아군과 맞서 싸웠다. 두라스는 1930년 4월 7일 점령되었고, 하루 뒤에는 티라나가, 그리고 4월 9일에는 슈코더르와 지로카스터르가 점령되었다. 1939년 4월 10일, 이탈리아 왕국은 알바니아 영토 전체를 병합했다.

### 초기 무장단체
이탈리아 침공 당시 케말 스타파와 바실 샨토, 리리 제자, 이메르 디쉬니카, 제프 말라 등 여러 사람들이 슈코더르 공산단체에 참여했다. 공산단체의 지도자들은 말라, 샨토, 스타파와 크리스토 테멜코였다. 슈코더르 공산단체의 활동 범위는 코소보와 서부 마케도니아까지 미치고 있었으며 1930년부터 1937년까지 알바니아로 이주한 코소보의 주민들과 자코비차에서 온 사람들도 단원으로 활동하고 있었다. 1941년 봄, 샨토와 스타파는 파딜 호자를 만났는데, 그는 유고슬라비아 공산주의자인 밀라딘 포포비치와 친분이 있었다. 밀라딘 포포비치와 두샨 무고차가 알바니아 공산단체들을 1941년 통합하는 데 기여했다. 이탈리아 침공 이후 이탈리아군에 맞서 일반적인 저항이 없었다. 물론 미슬림 페자나 바바 파자 마르타네쉬, 아바즈 쿠피 등이 소규모 부대를 운용하며 이탈리아군에 맞서 작은 규모의 활동을 전개하기도 했다.

### 공산당 수립
1941년 바르바로사 작전 이후 유고슬라비아 지도자였던 요시프 브로즈 티토는 코민테른의 지시에 따라 밀라딘 포포비치와 두샨 무고차를 알바니아로 보냈다. 1941년 이들의 노력으로 알바니아의 여러 공산단체들은 하나로 통합되었다. 1941년 8월, 알바니아 공산당이 샨토와 스타파가 이끄는 슈코더르 단체와 엔베르 호자가 이끄는 티라나 단체가 하나의 공산단체를 만들자고 합의했다. 1941년 11월 8일 엔베르 호자의 지휘 하에 알바니아 공산당이 공식적으로 창립되었다.
1941년 12월부터 1942년 초까지 알바니아 공산당은 그들만의 무장단체를 만들기 시작했다. 이들은 5명에서 10명으로 구성되어 있었고, 이탈리아군에 맞서 다양한 형태의 태업 활동을 벌였다. 이들은 대중의 지지를 얻고자 반파시스트주의가 담긴 선전전도 강화했다. 1942년 지역 언론과 외국 보좌관들은 공산당의 활동이 강화되고 있음을 보도했다. 가장 큰 태업 활동은 1942년 6월부터 7월까지 알바니아 내 모든 통신이 방해받은 것이었다. 공산당의 활동이 증가하고 있음에도 불구하고 이탈리아의 주요 관심사는 북부에 있었다. 이탈리아 정부는 북부 알바니아를 통치하는 것을 포기했다. 북부 알바니아에서 헌병으로 구성된 보안대는 그들 자신의 보안을 걱정하며 초소 밖으로 나와 활동을 한 적이 없으며, 이탈리아군과 함께 수송대를 보호하는 정도였다.

## 페차 회담

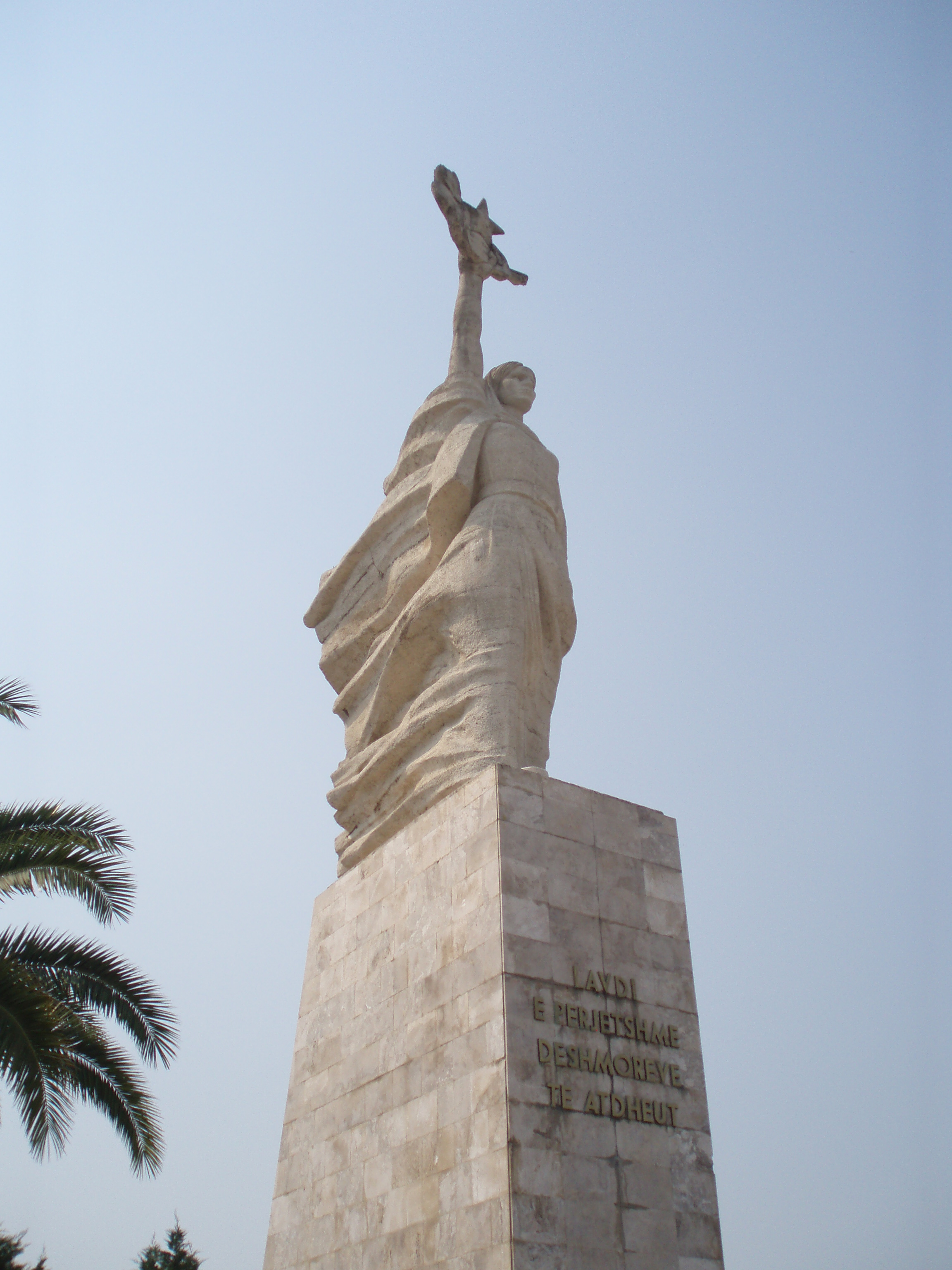
어머니 알바니아. 이 동상은 알바니아의 티라나 외곽에 있는 것으로, 알바니아 파르티잔의 활동을 기념하기 위해 세워졌다.

1942년 9월 16일, 알바니아 공산당은 국가적 회담인 페차 회담을 가졌다. 회담은 유명한 레지스탕스 운동가인 미슬림 페차의 집에서 열렸다. 회담에서 알바니아 공산당은 민족저항전선을 설립하기 위해 알바니아의 레지스탕스 운동가 전원을 초청했다. 공산당은 알바니아의 요구에 따라 이 전선의 창립이 필요하다고 보았다. 몇몇 운동가들은 다른 민족주의자들의 배신을 두려워해 알바니아 공산당의 의견에 반대했지만, 대부분은 알바니아 민족저항전선 창립에 찬성했다. 회담 결과 10명의 레지스탕스 운동가로 구성된 위원회가 창립되었다. 무스타파 지니쉬, 엔베르 호자와 같은 7명의 공산주의자와 미슬림 페자, 아바즈 쿠피 같은 3명의 민족주의자들이 참석했다. 메흐디 프래셰리가 명예의장이 되었지만 후일 공산당은 이를 은폐했다.
위원회는 몇몇 지역해방의회를 감독했다. 아직 해방되기 이전의 의회들은 선전국으로 기능했으며, 전쟁 물자를 수집하고, 첩보 활동을 하며 이탈리아 회사에 맞서 경제적 투쟁을 전개했다. 이미 해방된 지역에서는 지역 경제 발전 및 치안 유지를 주요 임무로 맡았으며 교육, 문화, 언론, 보급을 총괄하기도 했다. 이들은 전쟁 준비도 철저히 했다. 회담은 연합국가해방운동을 창립하기로 결정했고, 엔베르 호자와 아바즈 쿠피를 포함한 8명의 임시 의회를 수립하기로 했다.

## 무체 합의
1943년 8월 2일 민족주의 단체인 발리 콤페타르와 공산주의 단체인 국가해방운동 사이에 무체 합의가 체결되었다. 두 단체는 알바니아를 통치하는 이탈리아에 맞서 공동으로 싸우기로 합의했다. 하지만, 코소보의 지위에 대해 서로 논쟁이 있었다. 발리 콤페타르는 코소보를 알바니아에 통합해서 싸울 것을 주장했고, 국가해방운동은 이를 격렬하게 반대했다. 발리 콤페타르는 파르티잔들을 알바니아의 배신자로 인식했고, 티토의 개라고 부르기도 했다." 국가해방운동은 발리 콤페타르가 추축국과 협력하고 있다고 비난했다.

## 알바니아 정부
독일 겨울 공세 이후 공산주의 파르티잔은 재집결해 독일군을 공격했다. 이들은 1944년 4월 남부 알바니아에 대한 통치권을 회복했다. 5월 페르메트 회의에서 국가방운동은 알바니아 임시정부에 대한 국가해방운동 반파시스트 법을 설립했다. 엔베르 호자가 위원회의 의장과 국가해방군의 사령관을 겸임했다. 1944년 여름 국가해방운동은 남부 알바니아에 남아있던 발리 콤페타르와 독일 세력을 완전히 격멸했다. 1944년 11월 29일 파르티잔은 슈코더르를 탈환했고, 이 날짜가 알바니아의 공식적인 독립일이었다.

## 참고자료
- Dedijer, Vladimir (1949). 《Jugoslovensko-albanski odnosi》. Borba.
- Fischer, Bernd Jürgen (1999). 《Albania at War, 1939-1945》. C. Hurst & Co. Publishers. ISBN 978-1-85065-531-2.
- Pavlović, Blagoje K. (1996). 《Albanizacija Kosova i Metohije》. Evropsko slovo.
- Pearson, Owen (2006b). 《Albania in the Twentieth Century, A History: Volume II: Albania in Occupation and War, 1939-45》. I.B.Tauris. ISBN 978-1-84511-104-5.
- Pearson, Owen (2006c). 《Albania in the Twentieth Century, A History: Volume III: Albania as Dictatorship and Democracy, 1945-99》. I.B.Tauris. ISBN 978-1-84511-105-2.